# درختزار

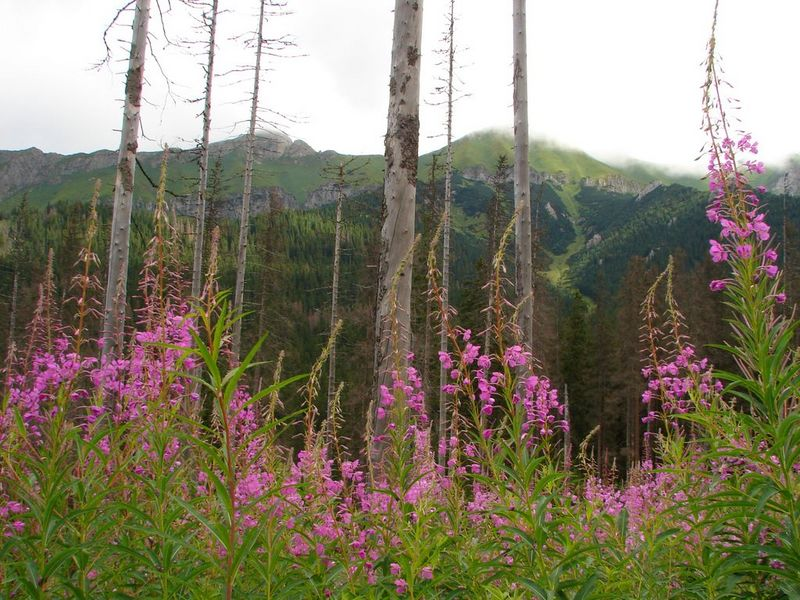
درختزار در بلیانسک تتراس در اسلواکی

درختزار (به انگلیسی: Woodland) به زمین پوشیده از درختان تنک می‌گویند که دارای زیستگاه‌های باز با آفتاب فراوان و سایهٔ کم باشد. لایه‌های پایین شاید دارای درختچه‌ها و گیاهان علفی باشد. درختزارها ممکن است از یک مرحله انتقالی به درختچه‌زار در شرایط خشک‌تر در مراحل توالی اولیه یا ثانویه تبدیل شوند. نواحی متراکم‌تر درختان با تاج‌پوش بسته که سایه گسترده و همیشگی را ایجاد می‌کنند اغلب به نام جنگل نامیده می‌شود.
تلاش‌های زیادی توسط حفاظت‌گرایان برای نگهداری درختزارها و جلوگیری از تبدیل آنها به شهرسازی و کشاورزی انجام شده‌است. برای نمونه، درختزارهای شمال غرب ایندیانا به عنوان بخشی از «پارک ملی تپه‌های ایندیانا» نگهداری شدند.

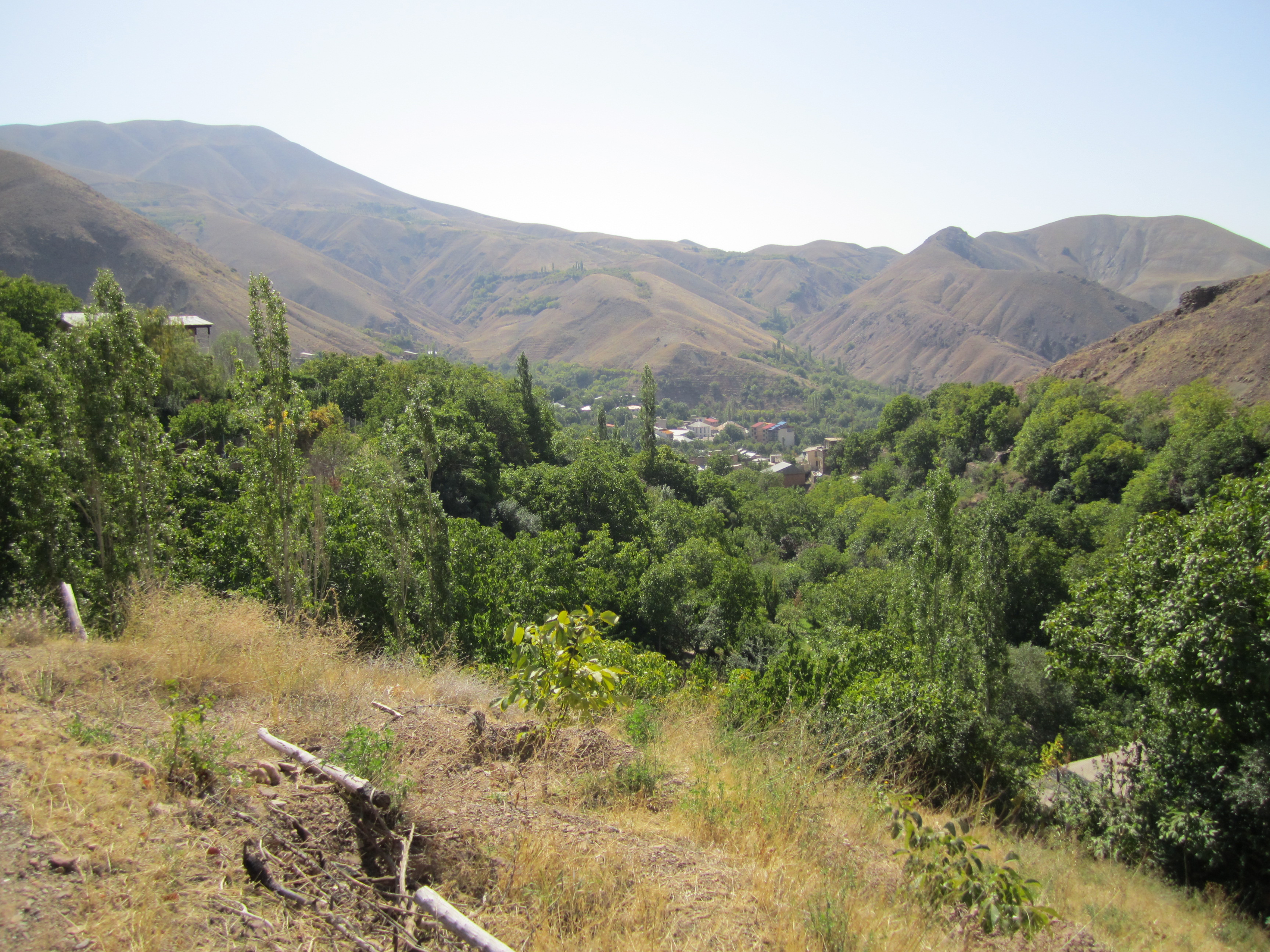
درختزارهای پیرامون روستای برگ جهان از توابع دهستان لواسان کوچک